# Домброва-Шляхецька
Домброва-Шляхецька (пол. Dąbrowa Szlachecka) — село в Польщі, у гміні Черніхув Краківського повіту Малопольського воєводства.
Населення — 696 осіб (2011).

## Демографія
Демографічна структура станом на 31 березня 2011 року:
|          | Загалом | Допрацездатний вік | Працездатний вік | Постпрацездатний вік |
| -------- | ------- | ------------------ | ---------------- | -------------------- |
| Чоловіки | 347     | 88                 | 230              | 29                   |
| Жінки    | 349     | 66                 | 208              | 75                   |
| Разом    | 696     | 154                | 438              | 104                  |